# センタラグランドホテル大阪
センタラグランドホテル大阪は、「タイと日本の美と文化の融合」をグランドコンセプトとするタワーホテル。近隣施設とともに、「なんばパークス サウス」を形成している。

## ホテルについて
センタラグランドホテルはタイの首都バンコクの中心地やプーケットにも存在する、世界92ヵ国に展開しているホテルチェーンである。その日本第一号店となるのが、センタラグランドホテル大阪である。大阪・関西万博も含めたインバウンド需要による、大阪のホテル建設増加の中での開業となった。さまざまな部屋のタイプがあり、ファミリー層向けの客室も用意されている。屋上である33階にはルーフトップレストラン「Crude Deck」があり、館内にはタイ料理を楽しめる8つのバーやレストランがある。

## アクセス
- 南海電鉄難波駅より徒歩5分[1]
- 大阪メトロ御堂筋線なんば駅より徒歩8分[1]